# 시몬 베유 (정치인)
시몬 베유(프랑스어: Simone Veil, 본명: 시몬 아니 릴린 자코브(Simone Annie Liline Jacob), 1927년 7월 13일 ~ 2017년 6월 30일)는 프랑스의 법조인, 정치인이다. 소속 정당은 프랑스 민주연합이다.

## 생애
1927년 7월 13일에 니스에서 유대계 건축가의 딸로 태어났다. 그의 가족들은 제2차 세계 대전이 진행 중이던 1944년 3월 28일부터 1945년 1월 27일까지 아우슈비츠 강제 수용소에 수감되었으며 1945년 4월 15일에 해방되기 이전까지는 베르겐-벨젠 강제 수용소로 이송되었다.
수용소에 수감되기 이전에 실시된 바칼로레아에 합격한 이후에는 파리 정치 대학에서 법학, 정치학을 전공했다. 1946년 10월 26일에는 대학 재학 시절에 만났던 앙투안 베유(Antoine Veil, 1926년 8월 28일 ~ 2013년 4월 11일)와 결혼했고 슬하에 3명의 자녀를 두었다. 그의 남편인 앙투안 베유는 1971년부터 1989년까지 파리 시의회 의원을 역임했다.
1974년 5월 27일부터 1979년 7월 4일까지 프랑스 보건부 장관을 역임했다. 1974년 12월 4일에는 1967년에 프랑스에서 합법화된 경구 피임약을 비롯한 피임 기구의 판매를 촉진하는 내용의 법률을 제정했고 1975년 1월 17일에는 프랑스에서 낙태를 합법화하는 내용의 법률을 제정했다.
1979년 7월 17일부터 1993년 3월 30일까지 직접 선거를 통해 최초로 선출된 유럽 의회의 프랑스 대표 의원을 역임했으며 1979년 7월 17일부터 1982년 1월 18일까지 유럽 의회 의장을 역임했다. 1981년에는 카롤루스 대제상을 수상했다. 1993년 3월 29일부터 1995년 5월 18일까지 프랑스 보건부 장관을 역임했고 1998년에는 프랑스 헌법평의회 위원으로 위촉되었다.
1998년에는 영국 정부로부터 대영 제국 훈장을 받았으며 2005년에는 아스투리아스 공상을 수상했다. 2008년에는 아카데미 프랑세즈 회원으로 선출되었다.
2017년 6월 30일에 파리에 위치한 자택에서 향년 90세를 일기로 사망했다. 2017년 7월 5일에는 앵발리드 안뜰에서 거행된 국가 차원의 장례식을 통해 군사 훈장을 추서받았는데 에마뉘엘 마크롱 프랑스 대통령, 홀로코스트 생존자, 정치인, 고위 인사들이 참석했다. 그의 유해는 처음에 2013년에 사별한 남편인 앙투안 베유와 함께 몽파르나스 묘지에 안장되었다가 2018년 7월 1일에 마크롱 대통령의 결정에 따라 남편과 함께 팡테옹으로 이장되었다.

## 같이 보기
- 에멀린 팽크허스트